# Saint-Romain-de-Colbosc
 Saint-Romain-de-Colbosc  es una población y comuna francesa, en la región de Alta Normandía, departamento de Sena Marítimo, en el distrito de Le Havre y cantón de Saint-Romain-de-Colbosc.

## Demografía
| 2675 | 3003 | 3631 | 3595 | 3588 | 3937 |
| Para los censos de 1962 a 1999 la población legal corresponde a la población sin duplicidades (Fuente: INSEE [Consultar]) |      |      |      |      |      |